# Pardon Mère
Pardon Mère est un roman de Jacques Chessex, publié chez Grasset en 2008. L’ouvrage a été en partie rédigé sur la base d’une longue interview filmée qu’avait faite de sa mère, trois semaines avant qu’elle décède, le réalisateur et ami de Chessex Philippe Nicolet.

## Résumé
L'auteur parle de sa mère, née en 1910 et morte le jeudi 15 février 2001. Il regrette les méchancetés pensées, le détachement, les incompréhensions, l'enfance disparue depuis longtemps. Sa mère, «le contraire de la vanité et du tapage», et lui l'écrivain, l'excessif, le mauvais fils. Récit autobiographique, ce texte est aussi une lettre d'amour posthume adressée à celle que l'écrivain n'a pas su aimer comme il faut.